# 熊本県立氷川高等学校
熊本県立氷川高等学校（くまもとけんりつ ひかわこうとうがっこう）は、熊本県八代市鏡町鏡村に所在した公立の高等学校。

## 設置学科
- 普通科

## 沿革
- 1974年10月1日 - 設立認可。普通科クラス160名の定員
- 1975年 - 開校。
- 2004年 - 創立30周年。1学年3クラス（120名）の定員
- 2012年 - 熊本県立八代南高等学校と統合し、熊本県立八代清流高等学校が発足
- 2014年3月31日 - 閉校。

## 綱領
- 自学自習
- 自律遵法
- 自鍛剛健

## 氷川祭
2日間行われる。初日は文化祭、最終日は体育祭が行われる。

## 著名な出身者
- 中川雄二（東京海洋大学教授）
- 久枝円（フェンシング選手）
- 髙本浩司（徳島ヴォルティス株式会社代表取締役）
- 端迫雅俊（ラグビー選手）